# تلسترا
تلسترا (به انگلیسی: Telstra) شرکت مخابراتی استرالیایی است، که طراح، سازنده و اپراتور شبکه گسترده تلفن همراه، اینترنت و تلویزیون پولی در کشور استرالیا می‌باشد. 
دفتر مرکزی این شرکت در شهر ملبورن، استرالیا قرار دارد و بخشی از سهام آن در بازار بورس اوراق بهادار استرالیا و بورس نیوزیلند معامله می‌شود.